# Jesús Romeo Gorría
Jesús Romeo Gorría (Bilbao, 1916 - Madrid, 2001) était un juriste, haut fonctionnaire, homme politique et administrateur d’entreprise espagnol.
Phalangiste, ayant combattu dans la guerre d'Espagne aux côtés des militaires rebelles, il occupa après le conflit plusieurs postes dans le corps judiciaire et dans la haute administration, avant de se voir confier en 1962 le portefeuille du Travail dans trois gouvernements successifs de Franco. Finalement mis à l’écart en 1969, il quitta la politique nationale pour exercer des fonctions de conseiller juridique dans des banques privées et assumer en 1972 la présidence de la compagnie Iberia.

## Biographie

### Formation et engagement dans la Guerre civile
Natif de Bilbao, Romeo Gorría s’engagea de bonne heure dans le nationalisme radical et adhéra à la Phalange. Il entreprit des études de droit à l’université de Saragosse, et se trouvait dans cette ville au moment du soulèvement militaire de juillet 1936,. À l’éclatement de la Guerre civile qui s’ensuivit, il s’enrôla comme combattant volontaire aux côtés des insurgés, d’abord dans la 1re Brigade de Navarre, puis, plus tard, dans la centurie navarraise du SEU, la seule unité étudiante de l’armée rebelle, que Romeo Gorría organisa et commanda avec le grade de lieutenant. Amené à participer aux combats en Biscaye et dans la province de Santander, il fut blessé trois fois, notamment à Brañosera lors d’un assaut. Parallèlement, pendant le conflit, il contribua aux pages universitaires du journal de Pampelune Arriba España,.
La Guerre civile terminée, il obtint sa licence de droit à Saragosse, avant de soutenir une thèse de doctorat à Madrid,.

### Carrière dans la haute administration franquiste
En 1938, sous la dictature franquiste, Romeo Gorría apporta son concours à l’élaboration de la charte du Travail, l’une des Lois fondamentales du régime de Franco, et exerça à partir de 1941 comme chef du Syndicat espagnol universitaire (SEU) en Navarre. L’année suivante, en 1942, il fut admis à faire partie du Corps des lettrés (c’est-à-dire des officiers ministériels habilités à conférer l’authenticité aux actes) au sein du Conseil d'État,. Avec l’appui de José Solís, son ami et chef de l’OSE (Organisation syndicale espagnole, syndicat officiel et unique), Romeo Gorría fut désigné procurateur (= député) aux Cortes en représentation du tercio syndical.
Grâce aux contacts qu’il sut discrètement nouer dans les hautes sphères du régime franquiste, Romeo Gorría fut nommé en 1955 secrétaire général de la Commission interministérielle du tourisme, qui était placée sous la tutelle de la présidence du gouvernement. Par sa proximité, qui remontait à ses années en Navarre, avec l’entourage du nouveau ministre du Travail Fermín Sanz-Orrio, celui-ci le désigna en 1957 sous-secrétaire au Travail, poste dont il allait démissionner en juin 1958,. C’est à ce titre qu’il se fit en février 1958 l’avocat de la Loi sur les conventions collectives adoptée dans le cadre du Plan de stabilisation (1957-1959), notamment par un discours à la Maison syndicale de Madrid, en arguant que ladite loi « rompt le système rigide de fixation des salaires par l’État et représente une conjoncture exceptionnelle et une nouvelle modalité de régulation des rétributions du travailleur. L’échelle des salaires fera ressortir l’importance des salaires [fixés] en fonction du rendement, ainsi que les critères sociaux et scientifiques qu’impose la productivité ».
En juillet 1962, Franco le nomma ministre du Travail dans son neuvième gouvernement, en remplacement de Fermín Sanz-Orrio.

### Ministre du Travail (1962-1969)
Quand, à l’occasion du remaniement ministériel de juillet 1962, Romeo Gorría se vit confier le portefeuille du Travail dans un gouvernement ayant pour objectif principal la croissance économique, il avait paru apte à assumer cette charge eu égard à sa maîtrise du sujet, acquise en tant qu’assistant juridique pour les questions de droit du travail dans plusieurs banques ; ces antécédents étaient en outre de nature à mettre en confiance le monde de l’entreprise. Par ailleurs, tout en faisant politiquement profil bas, il apparaissait enclin, comme aucun ministre du Travail ne l’avait été jusque-là, à favoriser au sein du Conseil des ministres les positions de son ami José Solís.
Pourtant, une lutte d’intensité croissante allait se développer entre Solís, incarnant le syndicat unique OSE, et Romeo Gorría, à la tête du ministère, l’un et l’autre cherchant âprement à accaparer, au détriment de l’institution rivale, pouvoirs et terrains d’action. Au surplus, l’OSE avait, à l’issue de son 4e congrès en 1968, formulé des revendications et propositions polémiques, inacceptables pour les autres fractions du régime franquiste. Une de ces propositions portait que le futur président de l’OSE soit choisi par le chef de l’État parmi un trio de candidats préalablement établi par le Congrès syndical, ce qui tendrait à faire de ce président une sorte de superdirigeant doté d’une influence hors norme et d’une légitimité indépendante du gouvernement et du Mouvement national, et s’appuyant davantage sur les organismes syndicaux que sur le chef de l’État lui-même ; une autre proposition envisageait de syndicaliser la sécurité sociale et le régime mutualiste, ce qui était susceptible de mettre en péril la capacité d’action du ministère du Travail dans des domaines clef de la politique sociale du régime ; enfin, une motion avait été approuvée par l’OSE qui requérait le gouvernement de dégeler les salaires. Toutes ces démarches du syndicat OSE eurent pour effet d’exacerber les tensions opposant Solís tant à Romeo Gorría qu’au groupe emmené par López Rodó.
Le 29 octobre 1969, Carrero Blanco finit par obtenir que Franco décide, lors d’un nouveau remaniement gouvernemental, de destituer Fraga, Castiella et Solís, et de mettre en place un nouveau gouvernement, dit monocolore, caractérisé par la forte emprise du duo formé de Carrero Blanco et de López Rodó, et par l’absence de tout contrepoids politique venant de figures du national-syndicalisme. Cette nouvelle configuration permit de couper court aux projets politiques dont Solís avait été le pourvoyeur depuis plus d’une décennie. Romeo Gorría fut également relevé de ses fonctions et remplacé par Licinio de la Fuente.

### PDG de la compagnie Iberia (1970-1976)
Après sa démission le 29 octobre 1969,, Romeo Gorría assuma différentes responsabilités dans le secteur bancaire privé, dont en particulier celle de conseiller juridique en matière de droit du travail à la Banco Urquijo, auquel titre il fut chargé de rédiger un rapport sur la politique du travail la plus propice au développement économique du pays.
Par la suite, Romeo Gorría siégea au conseil d'administration de la compagnie aérienne Iberia L.A.E., avant d’en être nommé président en 1970. Durant son mandat, la compagnie subit quelques mutations importantes : mise en place de la liaison aérienne Madrid-Barcelone en 1974 ; intégration dans la flotte des deux premiers Boeing 747 ; achèvement du processus d’automatisation du système d’établissement des billets et des réservations ; et renouvellement des avions moyen courrier, remplacés par des Boeing 727. L’un des problèmes les plus ardus auxquels Romeo Gorría eut à faire face étaient les opérations internationales d’Iberia dans différents pays : en Guinée équatoriale, en partenariat avec la LAGE (Líneas Aéreas de Guinea Ecuatorial), au Pérou, avec l’APSA (Aerolíneas de Perú), en République dominicaine, avec la Compañía Dominicana de Aviación, et au Panama, avec Air Panama. La dernière phase du mandat de Romeo Gorría à la tête d’Iberia fut assez désavantageuse pour la compagnie, qui enregistra des pertes de 800 millions de pesetas, attribuables à des causes diverses, dont la hausse du prix des carburants en 1973 et l’impact — tant sur l’image de marque que sur les recettes d’Iberia — qu’eurent les boycotts décrétés dans plusieurs pays européens et au Mexique à la suite des exécutions ordonnées par Franco en septembre 1975. L’année suivante, en 1976, Romeo Gorría fut remplacé à la présidence d’Iberia par Manuel Prado y Colón de Carvajal.

## Décorations
- Grand-croix de l’ordre d’Isabelle la Catholique (1964)[12].
- Grand-croix de l’ordre du Mérite militaire, avec insigne distinctif blanc (1966)[13].
- Grand-croix de l’ordre civil du Mérite agricole (1966)[14].
- Grand-croix de l’Ordre d’Alphonse X le Sage (1968)[15].
- Médaille du Mérite au travail, dans la catégorie d’or (1970)[16]. Cette récompense a été retirée le 27 octobre 2022[17].